# Olga di Kiev
Olga di Kiev, in norreno Helga, dopo il battesimo  Elena (Pskov, 890 – Kiev, 969), fu una principessa della Rus' di Kiev, appartenente alla aristocrazia variaga. Era la moglie di Igor', figlio di Rjurik.
È venerata come santa dalle Chiese ortodosse e dalla Chiesa cattolica.

## Biografia

### I primi anni di reggenza
Le fonti che narrano la sua vita sono principalmente da individuarsi nella Cronaca degli anni passati, redatta del monaco Nestore, e nell'Elogio del monaco Iakov, da considerarsi tuttavia, in modo particolare la seconda, di forte impostazione agiografica.
Nacque intorno all'anno 900, figlia di un nobile variago della casata degli Izborsk, in un villaggio presso il fiume Velikaja a pochi chilometri da Pskov.
Sposò il principe Igor', Gran Principe di Kiev. Nel 945 rimase vedova a seguito dell'assassinio del marito, recatosi a riscuotere tributi nei territori controllati dalla tribù dei Drevljani. Alla morte del marito, il figlio Svjatoslav aveva solamente tre anni, e ciò rese Olga la sovrana di fatto fino a quando Svjatoslav non avesse raggiunto l'età adulta.
I Drevljani desideravano che Olga sposasse il loro principe Mal, rendendolo sovrano di Kiev, ma Olga era determinata a rimanere al potere e a conservarlo per suo figlio. I Drevljani mandarono venti dei loro uomini migliori a persuadere Olga a sposare il loro principe, ma Olga li fece seppellire vivi. Successivamente, fece informare il principe Mal del fatto che avrebbe accettato la sua proposta di matrimonio, ma richiese che le persone più sagge tra i Drevljani la accompagnassero nel suo viaggio. I Drevljani mandarono a Olga le migliori persone che governavano le loro terre; al loro arrivo, Olga offrì un caldo benvenuto e un invito a riposarsi del lungo viaggio facendo un bagno a vapore. Dopo che i saggi entrarono nell'edificio, Olga chiuse le porte a chiave e appiccò il fuoco, bruciando vivi gli ospiti. Poiché gli uomini più forti e i più saggi dei Drevljani erano ormai morti, Olga distrusse tutti gli altri potenti della tribù slava: dopo averli invitati al funerale sulla tomba del marito e averli fatti ubriacare, li fece sterminare dai suoi soldati. Dopo essere ritornata a Kiev, mise insieme il suo esercito per distruggere i sopravvissuti; i Drevljiani implorarono pietà a chiesero di poter pagare un tributo in miele e pelli. Olga, che ormai voleva concludere l'assedio, si limitò a chiedere tre piccioni e tre passeri per ogni casa. Quando i Drevljiani le spedirono il loro tributo, Olga diede ad ogni soldato del suo esercito un piccione o un passero, e vi fece attaccare un pezzo di zolfo avvolto in pezzi di tessuto; al sopraggiungere della notte, fece poi incendiare lo zolfo e rilasciare i volatili. Gli uccelli tornarono ai loro nidi, situati perlopiù sui tetti delle case, incendiando l'intera città drevljana. Nessuna casa rimase in piedi, poiché fu impossibile estinguere le fiamme, dal momento che tutti gli edifici presero fuoco contemporaneamente. Mentre gli abitanti fuggivano dalla città, Olga li fece catturare tutti dai suoi soldati, compresi gli anziani. Alcuni vennero uccisi, altri schiavizzati, altri ancora considerati un tributo. Da questo momento, la popolazione dei Drevljani scomparve completamente dalle cronache russe.
Il racconto della vendetta di Olga contro i Drevljani ricorda molto le saghe nordiche: segno che, anche dopo più di cent'anni, qualcosa della cultura germanica portata dai Variaghi era sopravvissuto tra gli Slavi orientali.

### La conversione

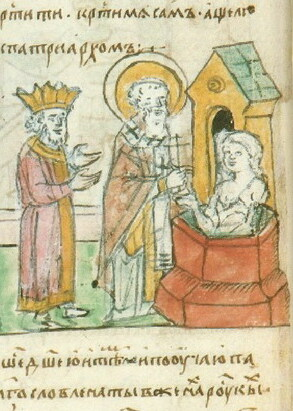
Miniatura del battesimo di Olga a Costantinopoli

La ferocia che contraddistingueva Olga nei suoi primi anni di reggenza scompare dalle cronache a seguito della sua conversione al cristianesimo. Sia la Cronaca degli anni passati sia l'Elogio sono concordi nel descrivere la santità e la misericordia della prima sovrana cristiana della Rus' di Kiev.
Sovrana molto valente, Olga viaggiava molto per amministrare il suo regno e per stringere accordi militari e commerciali. Nel 957, in occasione di un viaggio a Costantinopoli, Olga chiese il battesimo. La principessa fu battezzata dal patriarca Polieucte: suo padrino fu l'imperatore Costantino VII Porfirogenito. Nel battesimo assunse il nome di Elena.
Olga non era andata a Costantinopoli per convertirsi, ma per stringere alleanza contro i popoli della steppa (soprattutto Bulgari e Cazari). Al suo ritorno a Kiev, fu però molto attiva nel diffondere il cristianesimo di rito bizantino nella Rus': l'Elogio la descrive intenta
Il tentativo di convertire il proprio popolo al cristianesimo non andò a buon fine: Olga rimase l'unica a essersi convertita, mentre tutto il popolo russo, in particolare l'aristocrazia (boiari e družina), rimase pagano. Nel 959 Olga mandò un'ambasciata all'imperatore germanico Ottone I, affinché questi inviasse nella Rus' un missionario che evangelizzasse la popolazione. Questa richiesta, da cui scaturì un forte dissidio tra l'arcivescovo di Amburgo e Brema Adaldago e quello di Magonza Guglielmo sulla scelta del missionario da inviare, venne esaudita nel 961 all'arrivo del monaco Adalberto di Magdeburgo a Kiev. Il missionario rimase nella Rus' solo un anno: nel 962, infatti, fu costretto a tornare nella sua patria per i forti dissidi sorti con la popolazione di Kiev. Neppure Svjatoslav, ormai Gran Principe di Kiev, decise di convertirsi al nuovo credo.
Il battesimo dell'intera popolazione sarebbe poi avvenuto nel 988, per ordine del gran principe Vladimir. Tuttavia non si può dire che Olga fosse l'unica presenza cristiana tra i Russi a metà del X secolo, infatti alcuni tentativi di cristianizzazione del Khaganato di Rus' furono condotti nel IX secolo. Come ha dimostrato lo storico polacco Andrzej Poppe, alcuni schiavi catturati dai bizantini vennero da questi convertiti al cristianesimo, e sicuramente arrivarono a finire in mano a padroni slavi, che essi cercarono di convertire. Le cronache di Halyč e di Smolensk attestano addirittura che anche prima di Vladimir esistevano delle chiese di legno; alcune tracce sono state trovate anche in scavi archeologici nella regione di Minsk: si trattava di chiese con pianta a croce greca.

### La venerazione
La venerazione per Olga cominciò sotto il governo del nipote Vladimir, che nel 996 fece traslare il corpo della nonna nella cosiddetta chiesa delle Decime, da lui fatta erigere in pietra, dedicata alla Madre di Dio. L'Elogio narra che, nonostante fossero passati alcuni anni dalla morte, il corpo di Olga si manifestava integro e incorrotto, circostanza che, all'epoca, era un requisito per la canonizzazione di un defunto.
La festa fu fissata all'11 luglio del calendario giuliano, venerazione che fu poi confermata dal sinodo russo del 1574.